# La Masó de Selma
La Masó de Selma és un gran mas que va pertànyer a l'antic poble de Selma, actualment despoblat i agregat al municipi d'Aiguamúrcia (Alt Camp). Està protegit com a bé cultural d'interès local. L'any 1578 és esmentat en un document del propietari en què manifestava que tenia el lloc pel comanador de Selma. El nom de "masó", en aquest cas, vol dir casa del Temple, car havia estat la seu de la comanda, primer templera i després hospitalera de Selma.
Al segle xviii, va ser propietat de la familia Macià de Vilafranca del Penedès.

## Descripció
La Masó de Selma (nom del mas) és un gran casal bastit vora un torrent (el torrent de la Masó), en un lloc aturonat. Té planta rectangular (de 29,22 m de llarg per 10,5 m d'ample i 7 m d'altura) amb baixos, planta noble i golfes cobert amb teulada a quatre vessants. La porta principal està situada a la meitat de la façana nord, mirant a un gran pati. A la planta baixa hi ha una estança, d'una certa prestància, coberta de creueria que podria haver estat un oratori. Al voltant de l'edifici principal hi ha edificis annexos: capella, casa del masover, cellers, molins pallisses, torre..., tot rodejat per una tanca de maçoneria. El conjunt podria datar-se entre els XVI i XVIII, amb afegits posteriors i vestigis anteriors.

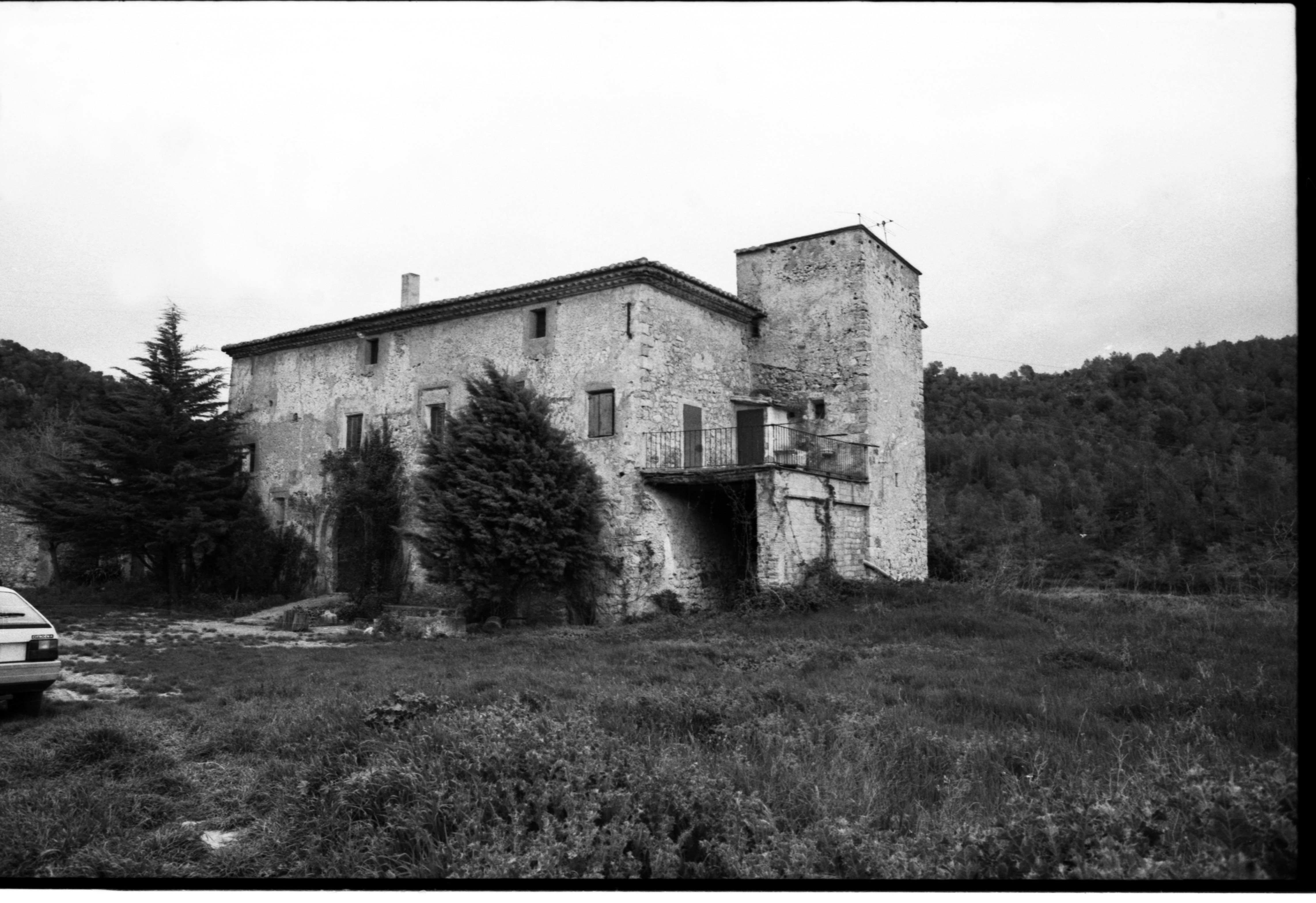
La Masó de Selma l'any 1989.

La torre és de planta quadrada i fa 5 x 5 m de planta i 12 m d'alçada; està adossada a la cantonada sud-oest de l'edifici principal, té les cantonades de carreus i els paraments de maçoneria. El tipus de fàbrica i certs elements, com com una espitllera, fan pensar que és d'època gòtica.
La capella que de segles enrere serveix el mas, està dedicada a Sant Pere. La feu construir el propietari, Pere Soler de la Mesó, el segle xvi seguint el model de la capella del mas de Santa Agnès d'Aiguamúrcia.
El topònim i la documentació de la Masó en època de domini hospitaler han estat definitius per afirmar que la "Masó de Selma" fou la seu d'una comanda templera eminentment agrícola.